# Manzanar
Manzanar est le camp d'internement des Nippo-Américains de la Seconde Guerre mondiale le plus connu aux États-Unis parmi les dix camps qui ont reçu plus de 110 000 prisonniers.
Il accueillit des citoyens japonais, ainsi que dans une proportion de 2/3 des citoyens américains d'origine japonaise,
dans un camp d’internement construit pour l’occasion de 36 baraquements de 300 personnes chacun.
Situé au pied de la Sierra Nevada dans la vallée de l'Owens en Californie entre les villes de Lone Pine au sud et Independence au nord, à environ 370 km au nord-est de Los Angeles. Manzanar (qui signifie «pommeraie» en espagnol) a été considéré par le National Park Service américain comme le mieux préservé des anciens camps de prisonniers et a été dénommé officiellement Site historique national de Manzanar.
Bien avant l'arrivée des premiers prisonniers en mars 1942, Manzanar était le lieu de résidences de tribus amérindiennes, qui, pour la plupart, vivaient dans des villages à proximité des ruisseaux dans la région. Éleveurs de bétail et mineurs ont officiellement créé la ville de Manzanar en 1910 mais ont dû l'abandonner en 1929 après que la ville de Los Angeles a acheté les droits sur l'eau pratiquement sur l'ensemble de la zone. Point commun de ces différents groupes a priori disparates, ils ont tous été déplacés par la contrainte. 
Depuis la libération des derniers prisonniers en 1945, d'anciens détenus et d'autres volontaires ont travaillé à protéger Manzanar et à en faire un lieu historique national qui préserve et explique le site pour les générations actuelles et futures. L'objectif principal du site est l'histoire du camp d'internement, mais le lieu s'intéresse aussi à la ville de Manzanar, à l'époque des fermiers, au peuplement par les Amérindiens païutes et au rôle qu'a joué l'eau dans la vallée Owens,.

## Culture populaire
- Le film américain Bienvenue au Paradis (Come See the Paradise) réalisé par Alan Parker, sorti en 1990, y évoque l'internement d'une famille américaine d'origine japonaise durant la 2nde guerre mondiale.
- Dans le film Karaté Kid (The Karate Kid), le personnage Daniel LaRusso (Ralph Macchio) apprend que son ami et professeur de karaté d'origine japonaise Miyagi (Pat Morita) a perdu sa femme et son enfant lorsque ceux-ci étaient enfermés dans le camp de Manzanar.
- Dans la chanson Kenji de Fort Minor, Mike Shinoda raconte l'histoire de son grand-père dans le camp de concentration de Manzanar. Les noms ont par ailleurs été modifiés, comme stipulé dans les paroles. La chanson est entrecoupée de morceaux de deux interviews
- Sur l'album First Love Last Rites du groupe Cock Robin la chanson Manzanar évoque le camp.
- Dans la série Star Trek: Enterprise, le capitaine Archer fait référence au camp de Manzanar, dans l'épisode Détenus (saison 1 épisode 20), auquel il compare le camp dans lequel sont internés les civils Sulibans.
- Dans le film Die Hard ou Piège de cristal, Hans Gruber (Alan Rickman) évoque l'internement de Joseph Yoshinobu Takagi (James Shigeta) à Manzanar lorsqu'il lui demande de se manifester.
- Dans la série The Man in the High Castle, le personnage de Sarah (Cara Mitsuko), une Américaine née de parents japonais, y fait référence saison 2, épisode 4. Dans l'épisode 9 saison 3, l'un des personnages principaux, Frank, est exécuté près de l'emplacement du camp.
- Dans la série Les Babysitters, Claudia Kishi apprend que sa grand-mère « Mimi » a passé une partie de son enfance dans le camp de Manzanar (saison 1, épisode 6).
- Dans la série Cold Case, les policiers enquête sur la mort d'un homme ayant été enfermé à Manzanar (saison 5, épisode 11, Famille 8108).

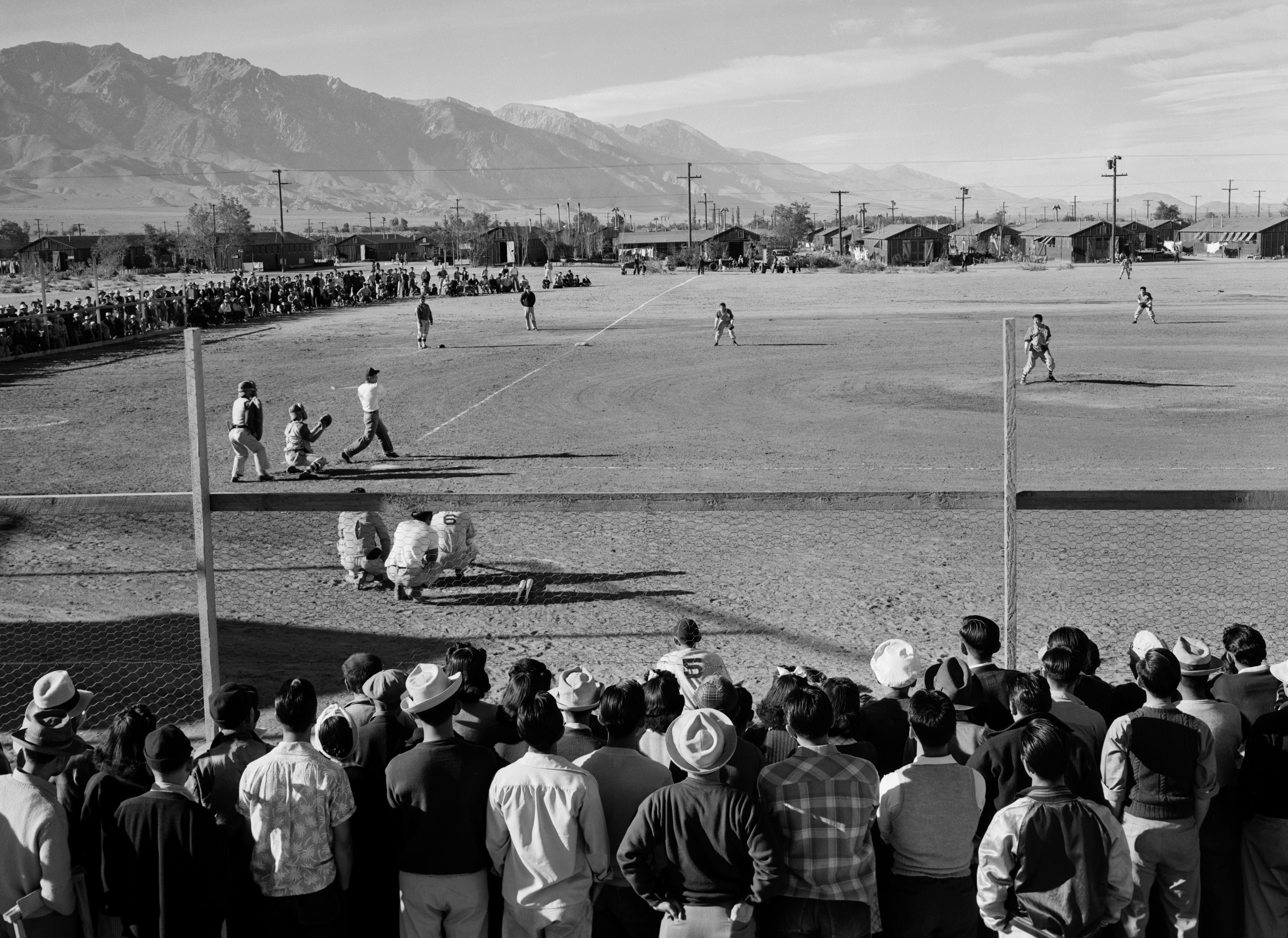
Un match de baseball à Manzanar. Photo par Ansel Adams c. 1943.
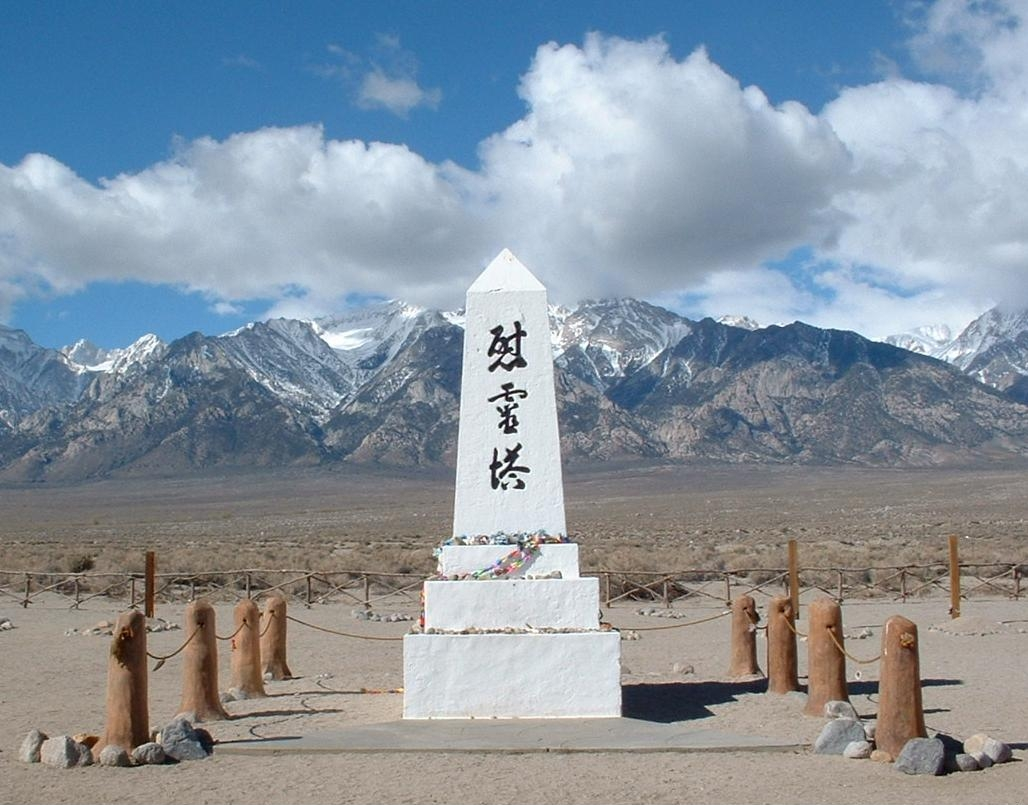
Un monument à Manzanar, « to console the souls of the dead » (pour consoler les âmes des morts).

- Dans leur album The Ride (sorti en Juin 2020), le groupe de punk-rock Bad Cop Bad Cop fait référence au camp de Manzanar dans leur chanson intitulée Pursuit of Liberty.
- Dans la série Mes premières fois (Never Have I ever), saison 2, épisode 9, Paxton invite son grand père à raconter son histoire au camp de Manzanar pour son exposé d'histoire.